# カ (ファラオ)

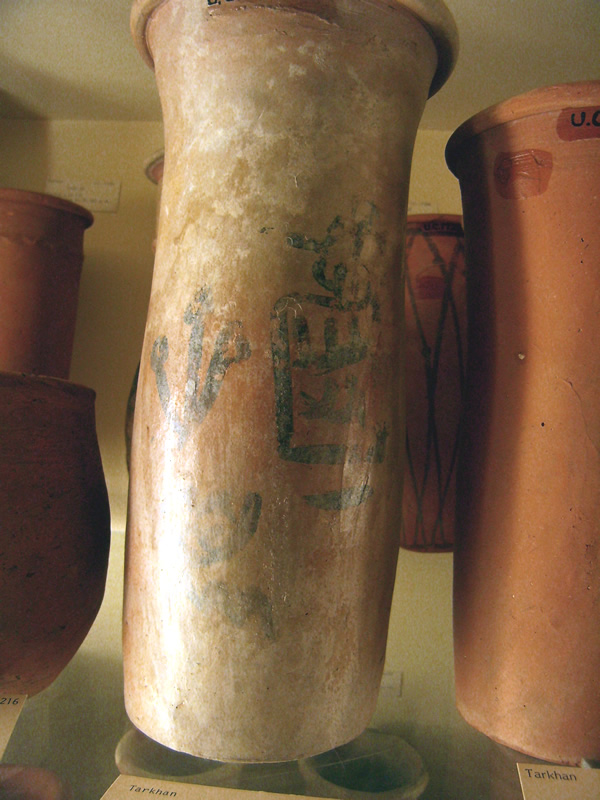
Tarkhanで発見された、カの名前が刻まれた石柱。

カ（KaまたはSekhem Ka）は、王朝誕生前のエジプトの上エジプトのファラオである。

## 語源
"Ka" は「魂」を意味する。この名前は、エジプトの宗教における魂の一部の名前である。

## 伝記
カは、紀元前32世紀終わりから紀元前31世紀初めのアビドスを治め、ウンム・エル＝カアブに葬られた。イリホルの後継者であり、ナルメルがその後を継いだと考えられている。セレクで囲まれた名前を持つことが知られている最初の王である。